# Drosophila macropolia
Drosophila macropolia är en tvåvingeart som beskrevs av Patterson och Mainland 1944. Drosophila macropolia ingår i släktet Drosophila och familjen daggflugor.
Artens utbredningsområde är Mexiko.